# Lithobius modicus
Lithobius modicus är en mångfotingart som beskrevs av Carl Graf Attems 1938. Lithobius modicus ingår i släktet Lithobius och familjen stenkrypare.
Artens utbredningsområde är Vietnam. Inga underarter finns listade i Catalogue of Life.